# InfoWorld
InfoWorld (abgekürzt IW) ist ein Technologiemagazin. 1978 gegründet, begann es als monatlich erscheinendes Magazin. Im Jahr 2007 wurde es zu einer reinen Web-Publikation. Seine heutige Muttergesellschaft ist International Data Group. Die Schwestermagazine umfassen Macwelt und PC-Welt. InfoWorld hat seinen Sitz in San Francisco, mit Mitarbeitern und unterstützendem Personal in den Vereinigten Staaten.
Seit seiner Gründung besteht die Leserschaft von InfoWorld hauptsächlich aus Informationstechnikern und Geschäftsleuten. InfoWorld konzentriert sich auf Anleitungen, Analysen und redaktionelle Inhalte von einer Mischung aus erfahrenen Technologie-Journalisten und berufstätigen Technologie-Praktikern. Die Website verzeichnet durchschnittlich 4,6 Millionen Seitenaufrufe pro Monat und 1,1 Millionen einzelne Besucher pro Monat.

## Geschichte
Das Magazin wurde 1978 von Jim Warren als The Intelligent Machines Journal (IMJ) gegründet. Es wurde Ende 1979 an IDG verkauft. Am 18. Februar 1980 wurde der Name in InfoWorld geändert.
Bis einschließlich 15. Juni 1987, Ausgabe 24, Band 9, wurde InfoWorld von Popular Computing, Inc., einer Tochtergesellschaft von CW Communications, Inc. herausgegeben. Seit dem 22. Juni 1987, Band 9, Ausgabe 25 wird es von InfoWorld Publishing, Inc., einer Tochtergesellschaft von IDG Communications, Inc. veröffentlicht.
Ethernet Erfinder Bob Metcalfe war von 1991 bis 1996 CEO und Herausgeber und hat bis 2000 eine wöchentliche Kolumne beigesteuert.
In seiner Web-Version hat sich InfoWorld von weit verbreiteten Nachrichten zu einem Schwerpunkt auf How-to, Expertentests und Thought Leadership entwickelt.